# 黎元康
黎元康（1931年6月11日—1996年11月12日）是一位越南共和國軍海軍陸戰師的中將。其弟是南越陸軍准將黎元偉。

## 生平
1931年10月黎元康出生於越南北部山西省著名的“黎元”家族。

## 軍事簡歷
- 海軍陸戰師長，[2][3]
- 海軍指揮官，
- 首都軍區司令，
- 西貢－嘉定軍事總督，
- 第3軍和第3戰術區指揮官 (1968年)，[4]
- 東部地區政府代表，
- 總參謀部副總長。